# Julio Maglione
Julio César Maglione (Montevideo, 14 novembre 1935) è un dirigente sportivo uruguaiano.
Dal 1987 ricopre la carica di presidente del Comitato Olimpico Uruguaiano. Nel luglio del 2009 è stato eletto presidente della Federazione internazionale del nuoto, con un mandato quadriennale, dopo esserne stato vicepresidente dal 1988 al 1992 e tesoriere onorario dal 1992 al 2009. Il 26 luglio 2013 viene riconfermato alla presidenza per il quadriennio 2013-2017.
Membro dal 1996 del Comitato Olimpico Internazionale, dal 2002 è vicepresidente della Associazione dei Comitati Olimpici Nazionali. In precedenza era stato presidente della Federación Uruguaya de Natación (1969-1985), della CONSANAT (1976-1978) e della Amateur Swimming Union of the Americas (1979-83).